# Вольфсбург (жіночий футбольний клуб)
«Вольфсбург» (нім. Verein für Leibesübungen Wolfsburg-Fußball GmbH) — жіночий професійний німецький футбольний клуб з міста Вольфсбург.

## Історія
Жіночий «Вольфсбург» з'явився в 1973 році як «VfR Eintracht Wolfsburg». Найбільшим його успіхом був вихід у фінал Кубка Німеччини у 1984 році. Тоді у фіналі «Айнтрахт-Вольфсбург» програв «Бергіш Гладбаху» з рахунком 0:2.

У 1990 році клуб став одним із засновників жіночої Бундесліги. У 1997 році він вилетів з Бундесліги до Регіональної ліги. Клуб опинився на межі банкрутства і був змушений об'єднатись з іншим клубом - «Вендершоттом». Після цього об'єднання Вольфсбург на деякий час втратив власну назву ставши «Вендершоттом». У наступному сезоні «Вендершотт» зміг впевнено перемогти у регіональній лізі, забивши за сезон 121 і пропустивши при цьому всього лише 1 м'яч. Такий результат дозволив йому знову повернутись в Бундеслігу.

У 2003 році, з маркетингових міркувань, команда стала частиною структури чоловічої футбольної команди VfL Wolfsburg та повернула стару назву. Через два роки клуб вилетів у другу Бундеслігу, але не надовго: вже в наступному сезоні він повернув собі місце в елітному дивізіоні. Не останню роль в цьому зіграла легенда клубу — Мартіна Мюллер, яка забила в тому сезоні 36 голів.
У сезоні 2012-13 «Вольфсбург» виграв жіночу Лігу чемпіонів УЄФА, а за два тижні до цього команда завоювала свій перший титул у Бундеслізі. В тому сезоні вони також виграли і внутрішній кубок, ставши таким чином другою жіночою командою в історії країни 
після «ФФК Франкфурт», що зробила требл.
В наступному сезоні жіноча команда «Вольфсбурга» стала першим німецьким футбольним клубом, який зміг успішно захистити свій титул у Лізі чемпіонів.

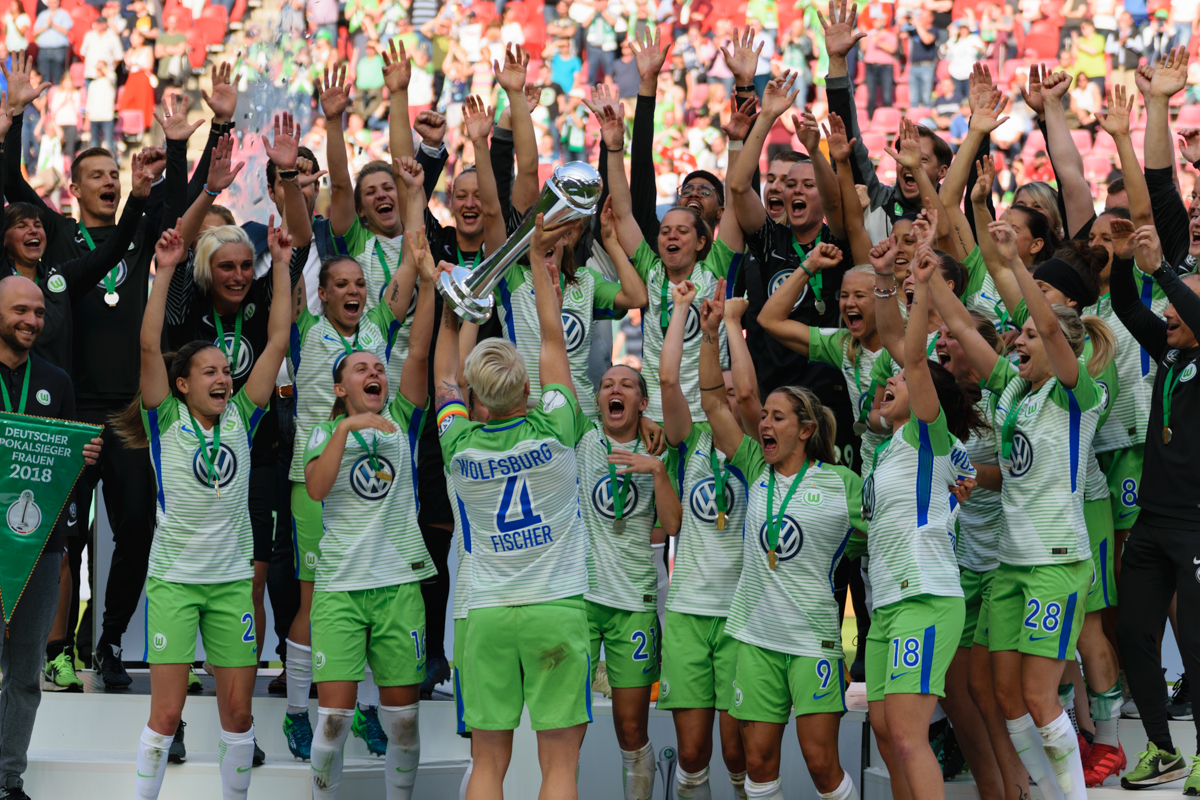
Гравчині «Вольфсбурга» здобувають свій черговий трофей

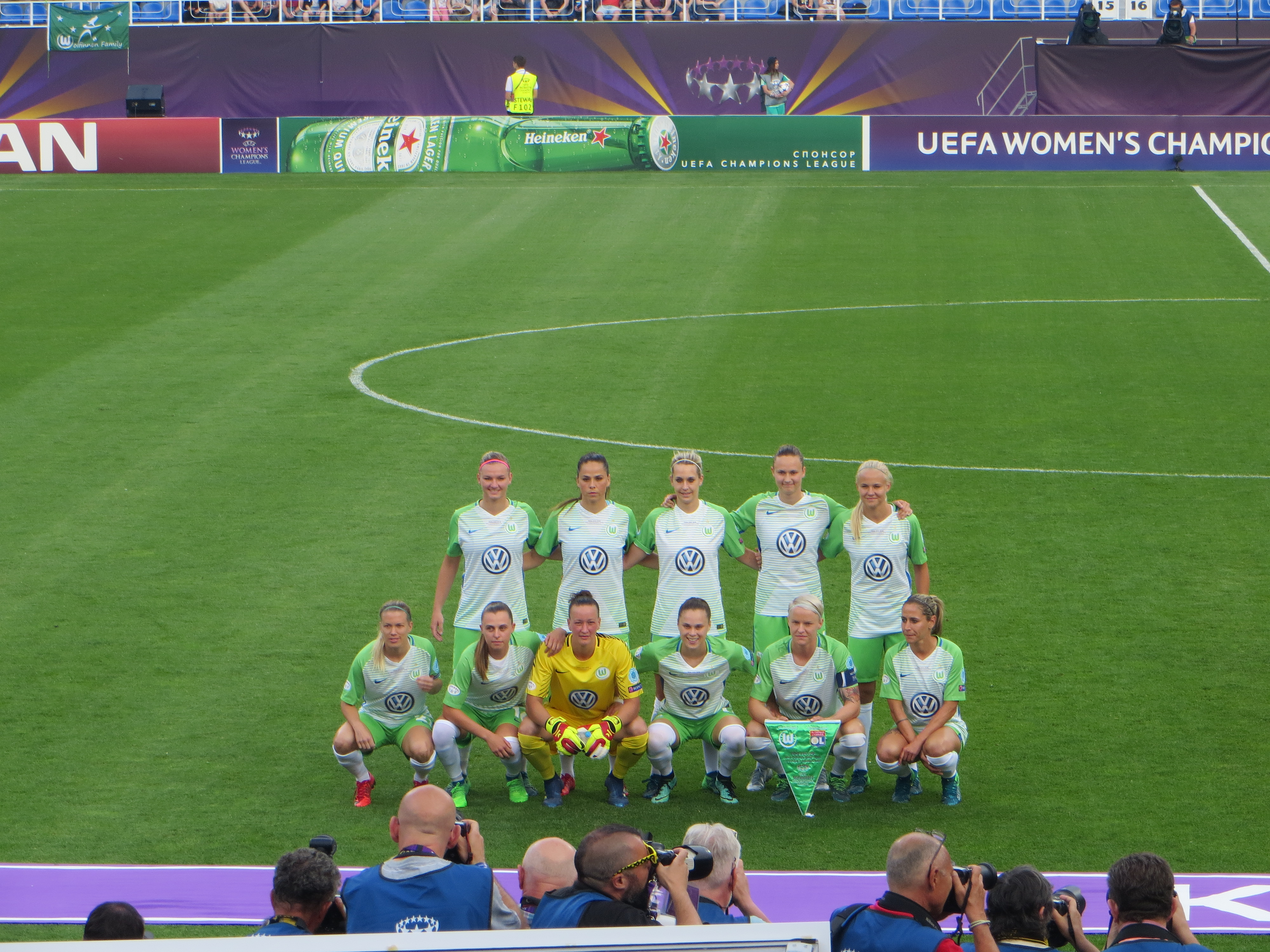
Основний склад «Вольфсбурга» під час київського фіналу Ліги Чемпіонів УЄФА (2018)

## Виступи в фіналах Ліги чемпіонів УЄФА
Фінали: 6 (2 перемог, 4 поразки)
| Статус     | Рік  | Суперник у фіналі | Рахунок у фіналі | Місце проведення фіналу                                      |
| ---------- | ---- | ----------------- | ---------------- | ------------------------------------------------------------ |
| Переможець | 2013 | «Олімпік Ліон»    | 1:0              | «Стемфорд Бридж» (Лондон, Англія)                            |
| Переможець | 2014 | «Тиреше»          | 4:3              | «Ештадіу ду Рештелу» (Лісабон, Португалія)                   |
| Фіналіст   | 2016 | «Олімпік Ліон»    | 1:1 (пен. 3:4)   | «Чітта дель Тріколоре» (Реджо-нель-Емілія, Італія)           |
| Фіналіст   | 2018 | «Олімпік Ліон»    | 1:4 (дч)         | Стадіон «Динамо» імені Валерія Лобановського (Київ, Україна) |
| Фіналіст   | 2020 | «Олімпік Ліон»    | 1:3              | «Аноeта» (Сан-Себастьян, Іспанія)                            |
| Фіналіст   | 2023 | Барселона         | 2:3              | «Філіпс» (Ейндговен, Нідерланди)                             |

## Досягнення
- Ліга чемпіонів УЄФА (2): 2013, 2014
- Чемпіон Німеччини (7): 2013, 2014, 2017, 2018, 2019, 2020, 2022
- Кубок Німеччини (11): 2013, 2015, 2016, 2017, 2018, 2019, 2020, 2021, 2022, 2023, 2024